# Elizabeth Eckford

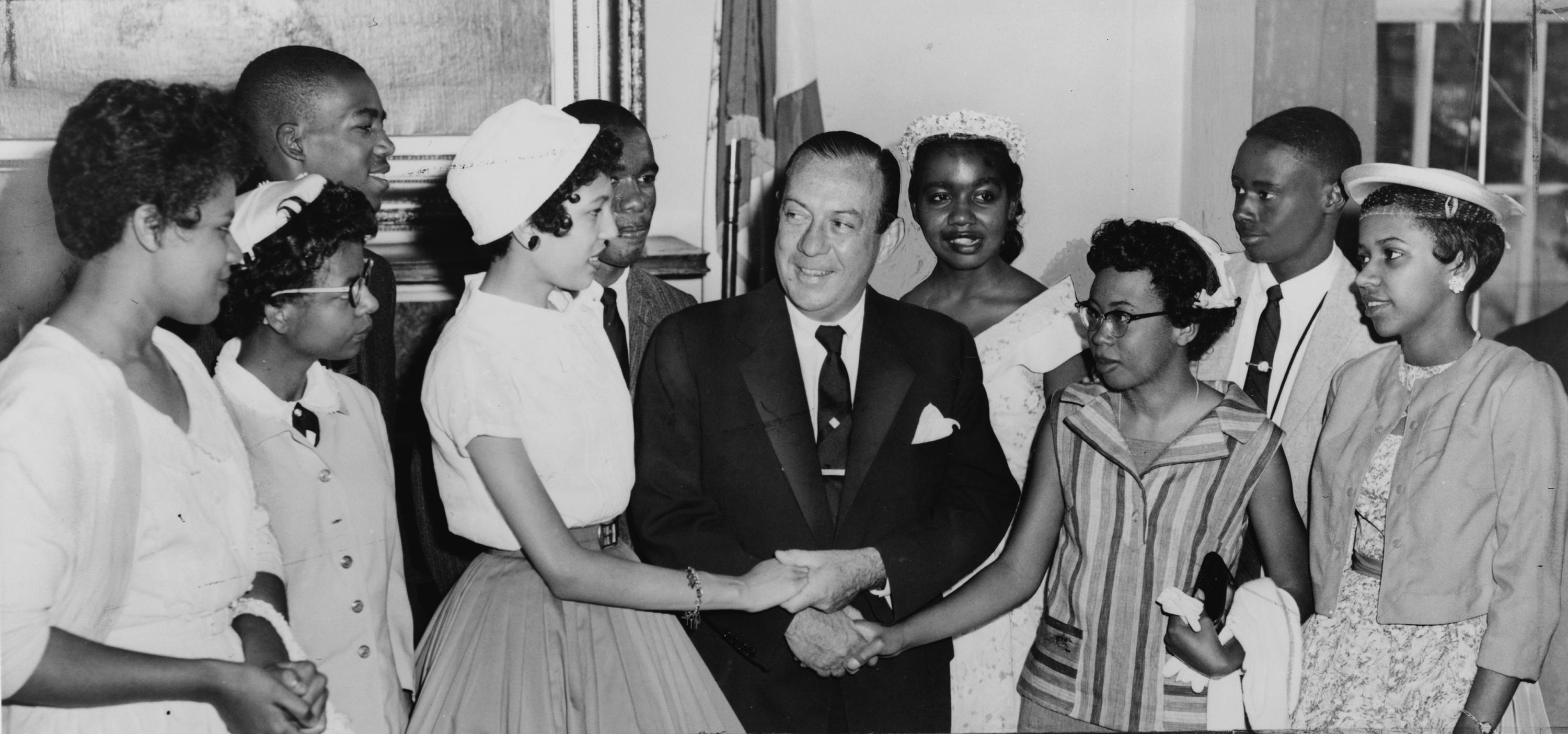
New Yorks Bürgermeister Robert Wagner begrüßt die Jugendlichen, die die Central High School, Little Rock, Arkansas integriert haben / World Telegram Foto von Walter Albertin. Im Bild, vordere Reihe, von links nach rechts: Minnijean Brown, Elizabeth Eckford, Carlotta Walls LaNier, Bürgermeister Robert Wagner, Thelma Mothershed, Gloria Ray; hintere Reihe, von links nach rechts: Terrence Roberts, Ernest Green, Melba Pattilo, Jefferson Thomas, 1958

Elizabeth Ann Eckford (* 4. Oktober 1941 in Little Rock, Arkansas, USA) ist eine US-amerikanische Aktivistin. Sie ist Mitglied der „Little Rock Nine“ und hat als Kellnerin, Geschichtslehrerin, Sozialarbeiterin, Arbeitsvermittlerin und Militärreporterin gearbeitet.

## Leben
Eckford war eine Tochter von sechs Kindern von Oscar und Birdie Eckford. Ihr Vater arbeitete nachts als Wartungsarbeiter für Speisewagen für den Bahnhof Little Rock der Missouri Pacific Railroad und ihre Mutter unterrichtete an der getrennten staatlichen Schule für blinde und gehörlose Kinder.

## Mitglied der Little Rock Nine
Eckford gehörte zu den Little Rock Nine, einer Gruppe afroamerikanischer Schüler, die 1957 als erste schwarze Schüler den Unterricht der Central High School in Little Rock, Arkansas besuchten. Am ersten Schultag sollten 1957 die neun Schüler drei Jahre nach der offiziellen Aufhebung der Rassentrennung in amerikanischen Schulen die Little Rock Central High School in Little Rock besuchen. Die Little Rock Nine sollten zusammen gehen, aber ihr Treffpunkt wurde in der Nacht zuvor geändert. Da Eckford diese Nachricht nicht bekommen hatte, kam sie allein. Als sie einen Block von der Schule entfernt aus dem Bus stieg und zweimal versuchte, den Campus zu betreten, wurde sie beide Male von den Truppen der Arkansas National Guard abgewiesen, die dort auf Befehl von Gouverneur Orval Faubus standen. Sie sah sich einem wütenden Mob gegenüber, der sie zu lynchen drohte. Grace Lorch rettete Eckford und begleitete sie nach Hause. Lorchs Rettung von Eckford machte die Familie Lorch zum Ziel von Belästigungen und Drohungen und Grace Lorch wurde von dem Unterausschuss für innere Sicherheit des Senats vorgeladen.

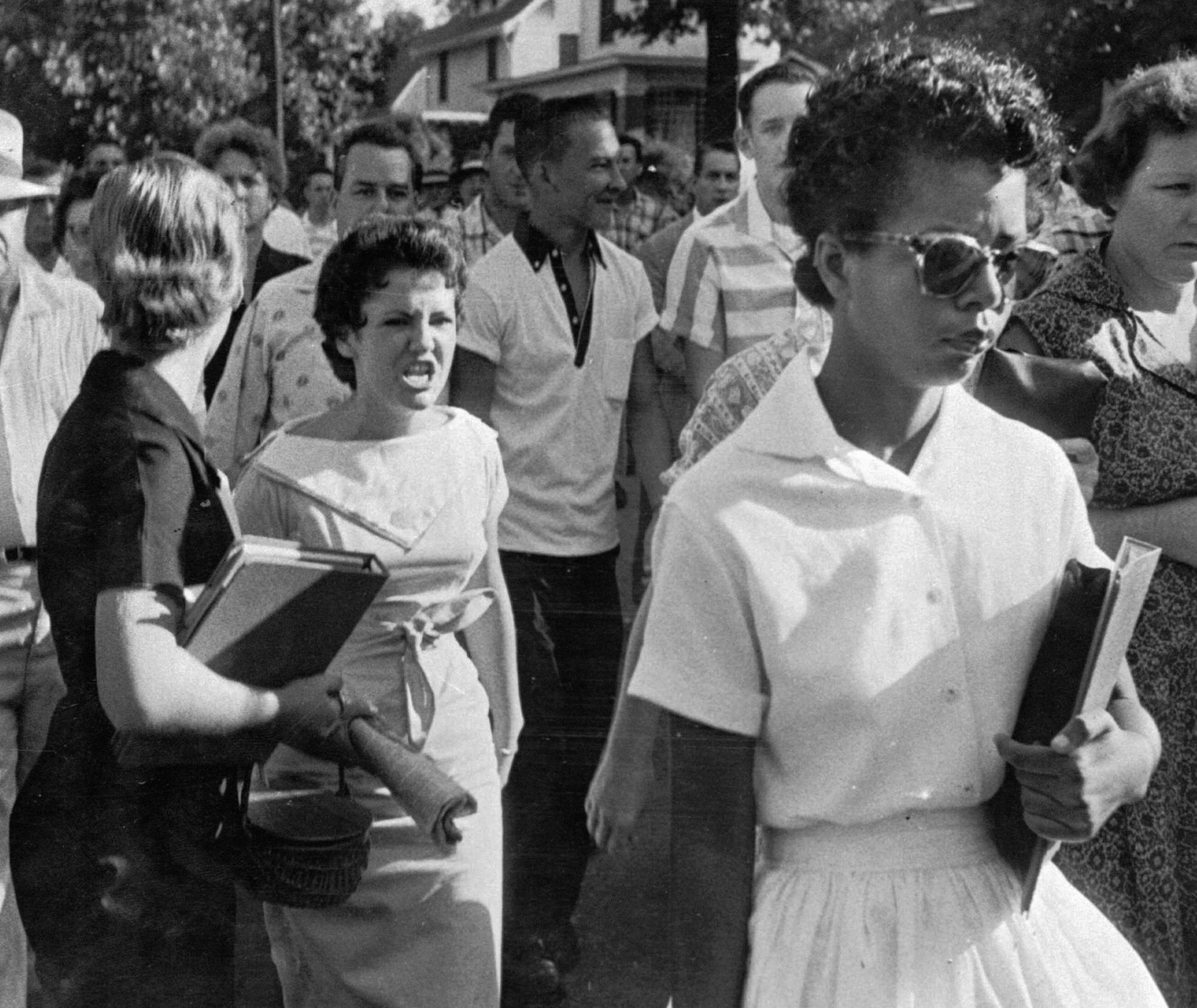
Elizabeth Eckfords Gang zur Schule

Eckfords Gang zur Schule wurde am Morgen des 4. September 1957 von Pressefotografen festgehalten, nachdem sie von der Arkansas National Guard am Betreten der Schule gehindert worden war. Ein Foto von Johnny Jenkins von United Press zeigte, wie das junge Mädchen von einem wütenden weißen Mob verfolgt und bedroht wurde. Dieses und andere Fotos der aufsehenerregenden Ereignisse des Tages wurden von der Presse in den USA und weltweit verbreitet. Das bekannteste Foto der Veranstaltung wurde von Will Counts von dem Arkansas Democrat aufgenommen und wurde für den Pulitzer-Preis 1958 nominiert und von The Associated Press als eine der 100 besten Fotografien des 20. Jahrhunderts bezeichnet.
In den nächsten zwei Wochen blieben die Little Rock Nine zu Hause, um zu lernen, anstatt auf die Little Rock Central High School zu gehen. Präsident Dwight D. Eisenhower zögerte, etwas gegen den Mob oder die Unruhen zu unternehmen. Eisenhower forderte Orval Faubus, den Gouverneur von Arkansas, zum Eingreifen auf und forderte den Abzug aller Truppen aus der High School. Am 23. September 1957 näherten sich die Little Rock Nine wieder der Central High School, und Eckford wurde zusammen mit den anderen acht Schülern, begleitet von Stadtpolizisten, durch eine Seitentür in die High School eingelassen. 
Die Little Rock Nine waren während ihrer gesamten Schulzeit an der Central High School weiterhin körperlichen und verbalen Angriffen von weißen Schülern ausgesetzt. Die Eltern von vier der Kinder verloren ihre Arbeitsstelle, weil sie darauf bestanden hatten, die Kinder auf eine weiße Schule zu schicken. Schließlich beschloss Faubus, alle Schulen in Little Rock zu schließen. Diese wurden 1959 als integrierte Schulen wiedereröffnet.

## Tätigkeiten nach dem Schulbesuch
Eckford belegte Fern- und Nachtkurse, die ihr Credits für ihren Schulabschluss einbrachten. Sie wurde vom Knox College in Illinois aufgenommen, entschied sich jedoch, nach Little Rock zurückzukehren, um in der Nähe ihrer Familie zu sein. Später besuchte sie die Central State University in Wilberforce, Ohio, wo sie einen Bachelor-Abschluss in Geschichte erwarb. Nach dem Studium war sie die erste Afroamerikanerin in St. Louis, die in einer Bank nicht in einer Hausmeisterposition arbeitete. Eckford diente fünf Jahre lang in der US-Armee und schrieb auch für die Zeitungen Fort McClellan in Alabama und Fort Benjamin Harrison in Indiana. Danach arbeitete sie als Kellnerin, Geschichtslehrerin, Sozialarbeiterin, Arbeitsvermittlerin und Militärreporterin.
Am Morgen des 1. Januar 2003 wurde einer von Eckfords beiden Söhnen in Little Rock von der Polizei erschossen. Die Arkansas Democrat-Gazette berichtete, dass die Polizisten erfolglos versucht hätten, ihn zu entwaffnen, nachdem er mehrere Schüsse aus seinem Gewehr abgegeben hatte.

## Mediendarstellungen
Die Schauspielerin Lisa Marie Russell spielte Eckford in dem Disney-Channel-Film The Ernest Green Story  (1993). Amandla Stenberg porträtierte 2019 Eckford in der Show Drunk History.

## Anerkennungen und Ehrungen
- 1958 erhielten Eckford und die Little Rock Nine die Spingarn Medal der National Association for the Advancement of Colored People (NAACP)
- 1997  erhielt sie mit Hazel Bryan Massery, die auf dem berühmten Foto von Will Counts zu sehen ist, den Father Joseph Biltz Award von der National Conference for Community and Justice
- 1998 wurde Eckford und den anderen Mitgliedern der Little Rock Nine die Congressional Gold Medal verliehen
- 2005: Briefmarke des US Postal Service
- 2015 erhielten sie und die anderen acht Mitglieder der Little Rock Nine den Lincoln Leadership Prize der Abraham Lincoln Presidential Foundation.[9][10]

## Veröffentlichungen
- mit Eurydice Stanley und Grace Stanley: The Worst First Day: Bullied while Desegregating Central High. 2018.